# 大秦景教流行中国碑

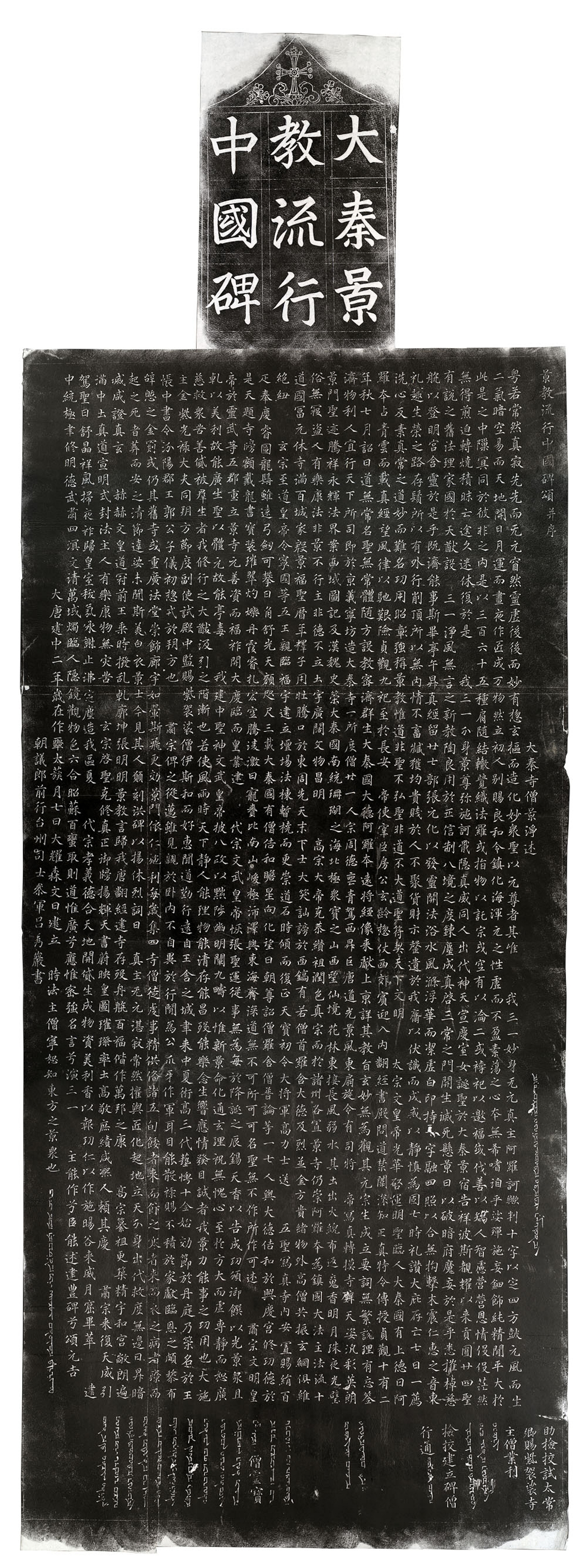
大秦景教流行中国碑拓本

大秦景教流行中国碑（だいしんけいきょうりゅうこうちゅうごくひ）は、中国の明末に長安の崇聖寺境内で発掘された古碑。キリスト教ネストリウス派（景教）の教義や中国への伝来などが刻まれる。唐代の781年（建中2年）に伊斯が建立し、碑文は景浄が撰した。古代キリスト教関連の古碑として世界的に有名である。現在は西安碑林博物館にて保管されている。

## 概略

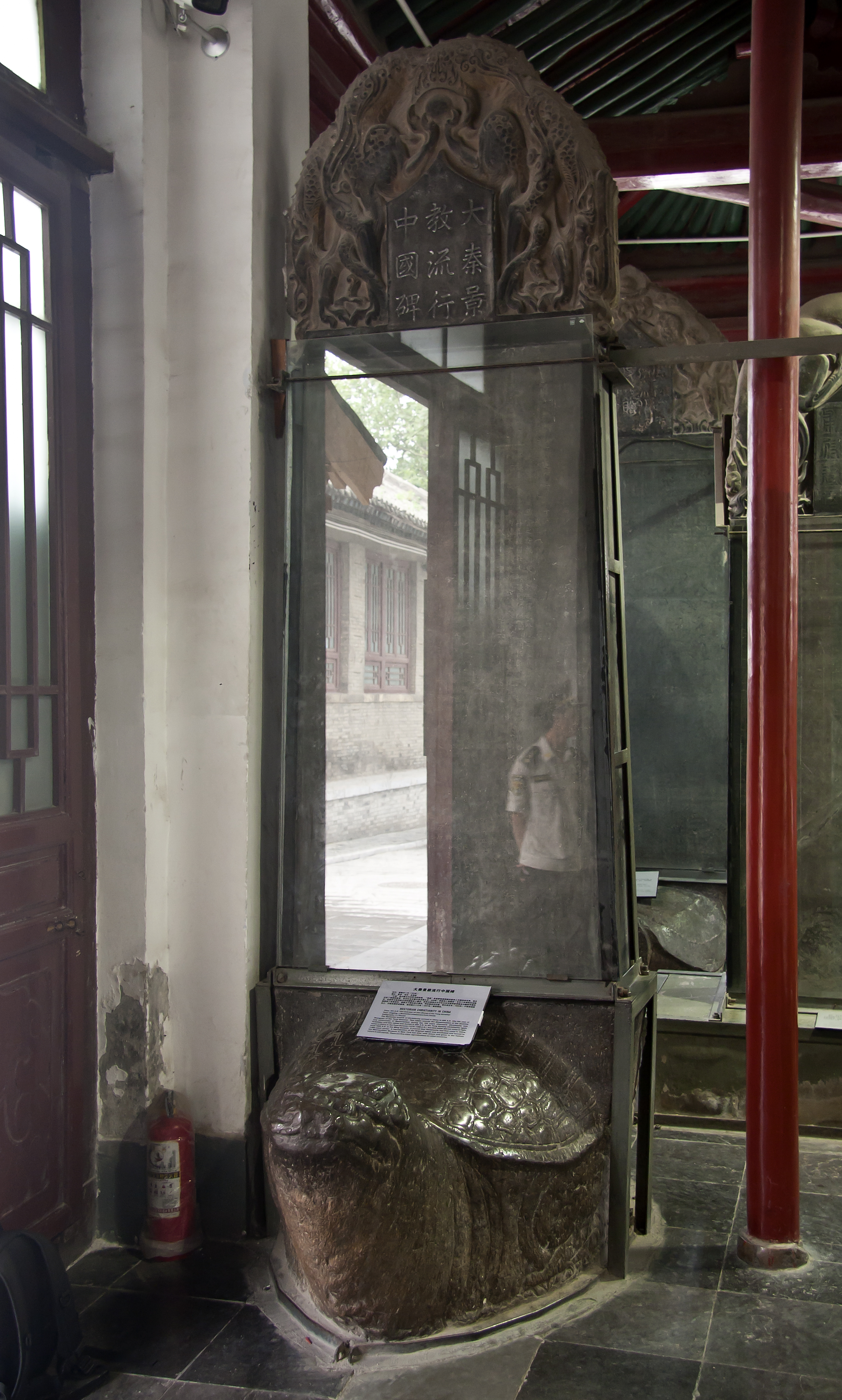
現在の大秦景教流行中国碑（西安碑林博物館所蔵）

431年にエフェソス公会議で異端認定を受け、破門されたネストリウス派は、西アジア・中央アジアに伝播した。そのころ唐は西方に国威を伸長しており、635年（貞観9年）に阿羅本という人物が初めて景教を中国に伝えた。それから約150年間、不遇の時期はあったが景教は王朝の保護を受けて隆盛した。大秦景教流行中国碑はそのような状況下で、781年（建中2年）に中央アジアのバルフ出身で唐の朝廷に登用された伊斯という人物により、長安の大秦寺に建立され、景教の教義やその中国伝来の歴史を残した。しかし、9世紀半ばに即位した武宗皇帝は道教に傾斜し、仏教をはじめ他の宗教を弾圧した（会昌の廃仏）。景教も例に漏れず弾圧を受けて多くの大秦寺が破壊され、その際に同石碑は土中に埋没したと考えられている。
同石碑は、埋没してから約800年後の明末に出土し、再び世に現れた。異説もあって年代ははっきりしないが、1623年（天啓3年）または1625年（天啓5年）に出土したとする説が有力である。明末のディアス（漢名：陽瑪諾）の『唐景教碑頌正詮』の序には「大明天啓三年」とある。出土の状況は、ポルトガルのイエズス会士アルヴァロ・セメド（漢名：魯徳照）の『支那通史』に記されている。出土から30年足らずで少なくとも3か国語8種類の碑文の西洋語訳が出るなど、即座にヨーロッパに紹介された。石碑は出土後、長安の金勝寺境内に建てられた碑亭に安置されたが、1860年代にこの地方で回教徒による騒乱が起きた際、金勝寺が焼払われて碑亭も失われてしまう。その後は西安碑林に運ばれ、現在はその碑林を母体とする西安碑林博物館が所蔵している。

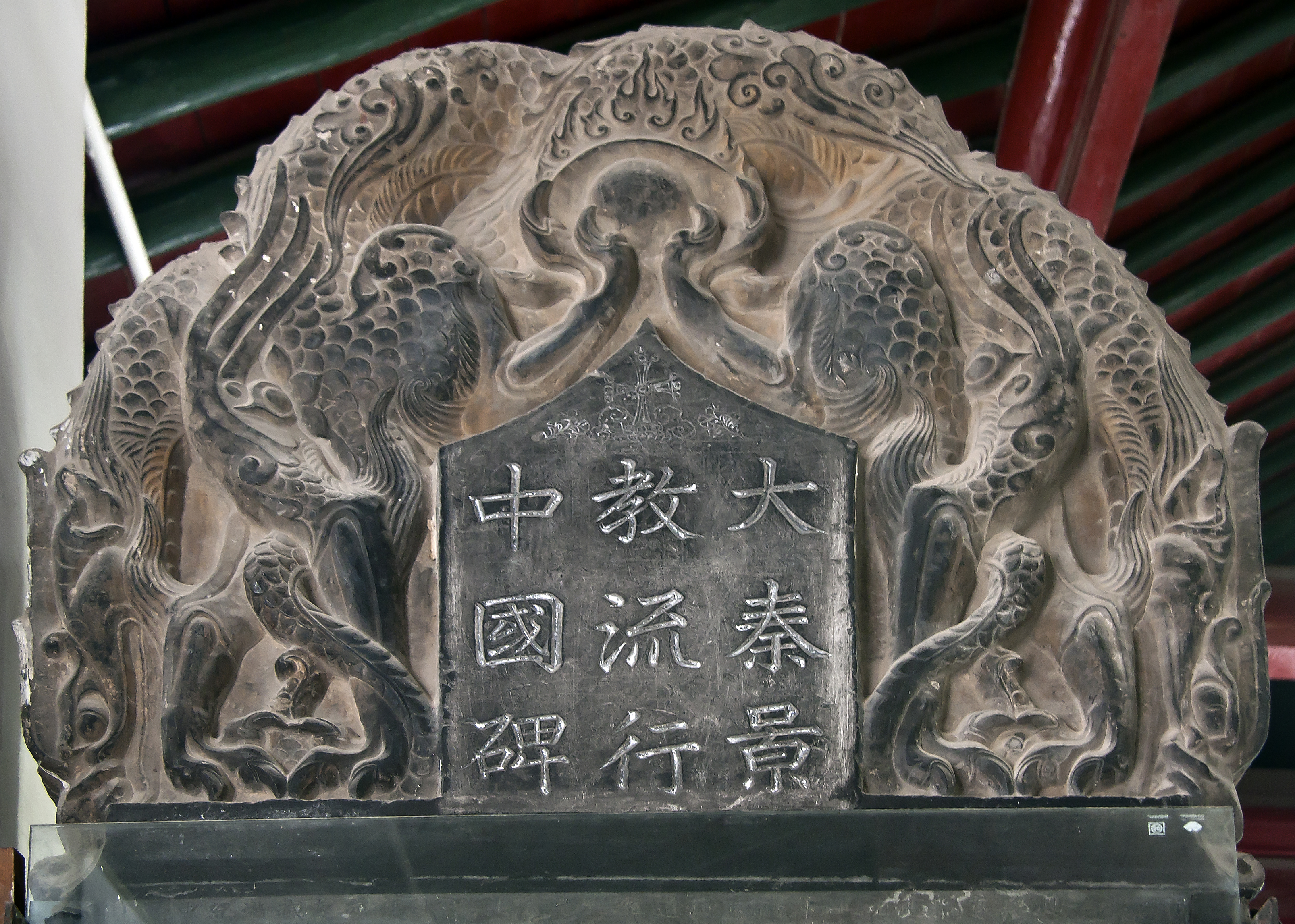
碑首（題の上部に十字が彫られている）

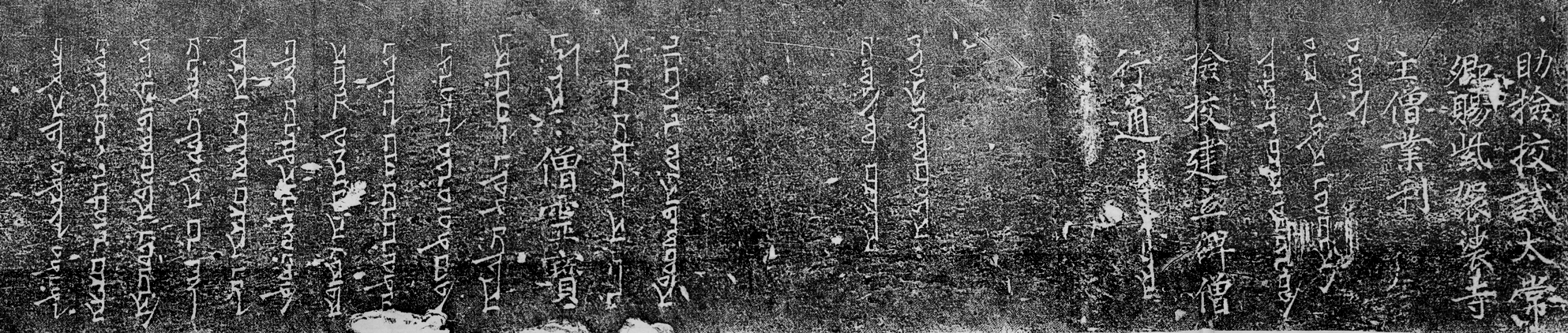
碑のシリア文字

碑は黒色の石灰石からなり、高さは台の亀趺（亀形の碑趺）を除いて約270cm、幅は平均約100cm、厚さ約28cm。題額には「大秦景教流行中国碑」とあり、その上部に十字架が線刻されている。碑文は32行、毎行62字、計約1900字。景浄の撰。書は呂秀巌で格調高い。漢字の外には、エストランゲロと呼ばれる当時伝導に使用された古体のシリア文字が若干刻されている。この文字はおおよそ景教に関係ある僧侶約70人の名を記したもので、その大部分には相当する漢名を添える。

## 碑文
碑文は『大正新脩大蔵経』外教部に納められている。『全唐文』にも収められているが、遺漏が多いとされる。
碑文の概要を述べると、いわゆるキリスト教の教義を述べた後で、阿羅本が景教を伝えた時に、唐の太宗が感激して宰相の房玄齢にわざわざ出迎えさせ、貞観12年7月に詔勅を賜ったこと、玄宗や唐の武将郭子儀が景教を保護したことなどを記している。

### 景浄
円照が編纂した仏典目録の『貞元新定釈教目録』巻第17に、インド僧般若三蔵が胡本（ソグド語版）の『大乗理趣六波羅蜜多経』を翻訳する際、「波斯僧景淨」の協力を仰いだとある。すなわち碑文を撰した景浄はペルシャ人であり、また般若三蔵と交流があった。804年末に長安に入った日本僧の空海がサンスクリット語を学んだのがこの般若三蔵であり、また空海の長安での住居西明寺や般若三蔵の醴泉寺は大秦寺に近いことから、空海が景教に触れた可能性は高い。なお、この『貞元録』は800年に徳宗へ上進されたほぼ同時代の証言であり、信用できる。空海の師・恵果を大秦景教流行中国碑に登場する「佶和」と同一人物とする説もあるが、この説は疑問視されている。

## 議論
石碑が本物だと考えるベイラー大学のダニエル・H・ウィリアムズ（Daniel H. Williams）教授によると、石碑は、一般的に考えられているよりもずっと以前から、中国にキリスト教が伝来していたことを示す証拠である。これは中国のキリスト教は「外国の」宗教とする考え方と真っ向から対立し、明らかに政治的な意味合いをもつと同教授は語る。

## 模造碑
日本には、大秦景教流行中国碑の模造碑が高野山奥之院と京都大学総合博物館、日本景教研究会本部（愛知県春日井市）の3か所にある。

## 参考
- 『大秦景教流行中国碑に就いて』：旧字旧仮名 - 青空文庫：桑原隲藏